# سربا درق
سربا درق هي قرية في مقاطعة ورزقان، إيران. عدد سكان هذه القرية هو 41 في سنة 2006.